# Psaliodes tenuinota
Psaliodes tenuinota är en fjärilsart som beskrevs av Paul Dognin 1911. Psaliodes tenuinota ingår i släktet Psaliodes och familjen mätare. Inga underarter finns listade i Catalogue of Life.